# ジョージア教育科学省
ジョージア教育科学省（ジョージアきょういくかがくしょう、グルジア語: საქართველოს განათლებისა და მეცნიერების სამინისტრო）は、教育及び児童行政を主管したジョージアの官庁。本庁舎はトビリシのUzandze通りの、モータリニック様式の歴史的な建造物に置かれていた。。
2018年7月には文化スポーツ省と統合して教育科学文化スポーツ省となり、廃止された。

## 2004年以降の大臣
| 氏名                           | 在任期間       | 在任期間       | 備考 |
| 氏名                           | 開始           | 終了           | 備考 |
| ------------------------------ | -------------- | -------------- | ---- |
| アレクサンドレ・ロマイア       | 2004年2月17日  | 2007年11月19日 |      |
| マイア・ミミノシヴィリ         | 2007年11月22日 | 2008年1月31日  |      |
| ギア・ノディア                 | 2008年1月31日  | 2008年10月27日 |      |
| ギアニカ・グヴァラミア         | 2008年10月27日 | 2009年12月8日  |      |
| ディミトリ・シャシキニ         | 2009年12月8日  | 2012年7月4日   |      |
| ハティア・デカノイゼ           | 2012年7月4日   | 2012年10月25日 |      |
| ギオルギ・マルグヴェラシヴィリ | 2012年10月25日 | 2013年7月18日  |      |
| タマル・サニキゼ               | 2013年7月18日  | 2016年6月3日   |      |
| アレクサンドレ・ジェジェラヴァ | 2016年6月3日   | 2017年11月13日 |      |
| ミヘイル・チヘンケリ           | 2017年11月13日 | 2018年7月14日  |      |

## 脚註
1. ↑  http://liberali.ge/news/view/18582/2016-tslis-biujetis-proeqti--ganatlebis-saministros-dafinanseba-izrdeba
2. ↑  “Ministry of Education and Science”. 2011年4月11日閲覧。
3. ↑  日本貿易振興機構（ビジネス短信）